# Lago Jeziorak
Il lago Jeziorak è un lago della Polonia.